# SEEK 〜地下室の牝奴隷達〜
『SEEK 〜地下室の牝奴隷達〜』（シーク ちかしつのめすどれいたち）とは1995年3月31日にPILよりPC-9800シリーズ向けに発売された18禁SM調教シミュレーションゲームである。1996年8月30日にはWindows版も発売されている。

## 概要
ストーンヘッズのSM専門レーベル・PILのデビュー作。それまでSMプレイをモチーフにしたアダルトゲームはいくつか存在したが、プレイのバリエーションの一部としてのSMが多かった。本作はSM専門として調教にこだわった作品となっている。司書房のSM専門誌「BIZARRE MAGAZIN」が協力している。
タイトルである「SEEK」は「探求」を意味する単語であると同時に、「飼育」という語呂合わせも含ませており、いわばダブル・ミーニングである。

## ストーリー
主人公は、主に縛り絵を描く画家・沢渡博之の息子。離婚した母に引き取られ、博之の事は快く思っていない。その博之が死に、葬儀の席で主人公に話しかける女の姿があった。若く美しいその女は矢沢沙貴。彼女は主人公に奇妙な提案をする。
実は博之は裏の仕事として牝奴隷の調教師をしており、その素質が主人公にあるならば隠し資産とともに後継者として迎えたいという。
妖しい好奇心と隠し資産という魅力に引かれ、主人公は1か月の調教生活を始める。

## 登場人物
主人公（初期設定：沢渡貴之）
世界的に有名な画家の息子。プレーヤーキャラクター。離れ離れになって暮らしていた父の葬式に出席したときに沙貴と出会い、調教師となることを依頼される。
矢沢沙貴（やざわ さき）
主人公の父の世話役および調教師の女性。主人を亡くした秘密の調教屋敷の管理を行なっている。幼少の頃に博之に引き取られ、屈折した愛情を持つ。ある条件を満たすと裏のヒロインとして攻略出来るようになる。身長164センチ、上から82-56-82。
大倉真梨乃（おおくら まりの）
メインヒロイン。1月15日生まれ。長い髪と大きな目が特徴的な少女。まだ処女でありながら、牝奴隷に調教されるべく屋敷に送られて来る。我慢強く素直だが羞恥心が強く性的には未熟。顔を触られるのを極端に嫌がる。調教依頼は処女のままでフェラチオとアナルセックス好きにしてほしいというもの。身長158センチ、上から86-58-92。
実は姉がかつて調教屋敷に送られて死亡しており、姉の死の謎を解くために屋敷に潜入してきた。
中学卒業後、資産家の住み込み女中として働いていることが「After SEEK」で語られている。
岡崎桃美（おかざき ももみ）
6月19日生まれ。性格は淫乱でお馬鹿。可愛いがられること、気持ち良いことが好きな一方、痛いことは嫌いなため、SM調教には向いていない。セックスに対する好奇心は強く、痛いこと以外のタブーは存在しない。調教依頼は、もう少し色々な快楽を教え込んでほしいというもの。身長156センチ、上から96-60-88。
内海遥（うちうみ はるか）
11月19日生まれ。ライトブラウンの腰まである長い髪とモデルばりのプロポーションが自慢の高飛車な性格の美女。男に貢いでもらうのが当たり前と思っており守銭奴。とあるお大尽の愛人らしく屋敷で1か月我慢すれば500万という話にのり、調教されにやってくる。調教依頼は、もうすこし素直で従順な奴隷にしてほしいというもの。どちらかといえば女王様気質であり主人公を篭絡して沙貴の後釜を狙っている。そのため、条件を満たせばもう一人のヒロインとなる。身長167センチ、上から84-56-86。
沢渡博之（さわたり ひろゆき）
主人公の父。世界的に有名な画家であり、調教師。縛り絵を得意とするが日本では奇人変人（それ以上に異常性癖者）として白眼視され、逆に海外で受け入れられ名声を博した。沙貴を引き取り、歪んだ愛情のもと育てた。調教師となったのも縛り絵を手掛ける内に踏み込んだものである。
登場人物の苗字は、ロックバンド「キャロル」に由来。

## スタッフ
- シナリオ：南泌流夫
- 原画：COMA

## シリーズ
SEEKはPILのデビュー作であり業界にブームを巻き起こしたことから続編、もしくはそれに類するものが多く製作・出版された。また同時期に発売された同レーベルの『学園ソドム 〜教室の牝奴隷達〜』のエンディングの1つには「NEXT SEEK2…」という表記があった。

### PCゲーム
AFTER SEEK
1997年3月14日に発売された『PILcaSEX』に収録。発売はPIL。5本のオムニバスのうちの1作であり、主人公と真梨乃のトゥルーエンドの後日談を描いている。25日間で野外調教を施すミニゲーム。桃美と遥も登場する。
SEEK 実写版
ストーリーはそのままで、CGを実際のAV女優を用いた写真に置き換えてつくられたPCゲーム。出演者による一部音声データが加わった。特典としてAV女優らのボーナス画像が収録されている。販売はコアマガジン。
地獄SEEK
1997年10月3日発売。発売はPIL。地獄の獄卒になって、罪人である3人の女を責めいたぶる拷問残虐刑ゲーム。SEEKの名を冠しているはいるが、全くの別物。その後PILの廉価版ブランドSM3800シリーズとして販売されている。
SEEK2 -SADISTIC BABYLON-
1999年6月25日発売。発売はPIL。登場人物は違うがメインヒロインの名前がマリノだったりと雰囲気を受け継いだ、正統な続編。また調教（攻略）可能な人数も増え前作のおどろおどろしい世界観が継承されている。その後PILの廉価版ブランドSM3800シリーズとして販売されている。
SEEK Remastars
2000年3月17日発売。内容はそのままで、Windows 98に対応した製品。フルボイス化された。その後PILの廉価版ブランドSM3800シリーズとして販売されている。
オリジナル版は桃美エンドはなかったが、リマスター版では特定のパラメータで育てて調教終了日を迎えると、桃美からお礼の手紙が送られてくる桃美エンドが加わった。

### 書籍
SEEK 〜地下室の牝奴隷達〜
1995年12月、コアマガジン発行、著塚原尚人

### OVA
SEEK VOL.1 牝奴隷〜大倉真梨乃
SEEK VOL.2 女王・沙貴
いずれもリイド社よりクール・ディバイシスシリーズとして発売。VHSビデオ、ビデオディスク、レーザーディスクで発売。後にはDVDでも発売された。

## 関連作品
堕落の国のアンジー 〜狂界の牝奴隷達〜
1997年7月25日発売。発売はPIL。ゲームを進めていくうちにマップに出現する場所に「飼育の館」があり、管理人はサキ。
タイピングSM 鞭打
2001年12月14日発売。PILのゲームを素材にしたタイピングゲーム。中級コースがタイピングSEEKと題され、本作をテーマとしている。オリジナルストーリーに沿って登場キャラを攻略する面クリアタイプ。キーの入力で鞭の音や喘ぎ声が出るという「鞭打」なソフト。